# Martijn Tusveld
Martijn Tusveld (Utrecht, 9 settembre 1993) è un ciclista su strada olandese, che corre per il BEAT Cycling Club, professionista dal 2017.

## Palmarès
- 2016 (Rabobank Development Team, una vittoria)

2ª tappa Istrian Spring Trophy (Orsera > Montona)

### Altri successi
- 2013 (Rabobank Development Team)

Classifica giovani Rhône-Alpes Isère Tour
- 2016 (Rabobank Development Team)

Classifica giovani Tour de Normandie
Classifica scalatori Ronde van Midden-Nederland
- 2018 (Team Sunweb)

2ª tappa Hammer Hong Kong  (Hong Kong, cronosquadre)
- 2021 (Team DSM)

Classifica scalatori Tour du Haut-Var

## Piazzamenti

### Grandi Giri
- Giro d'Italia

2020: 26º
2022: 43º
2023: ritirato (10ª tappa)
- Tour de France

2022: 63º
- Vuelta a España

2018: 80º
2019: 26º
2021: 34º
2024: 63º

### Classiche monumento
- Milano-Sanremo

2021: 78º
2022: 130º
2024: 151º
- Liegi-Bastogne-Liegi

2021: 49º
2023: ritirato
2024: 15º
- Giro di Lombardia

2020: ritirato
2022: ritirato
2024: 69º

### Competizioni mondiali
- Campionati del mondo

Toscana 2013 - Cronosquadre: 19º
Ponferrada 2014 - Cronosquadre: 26º
Imola 2020 - In linea Elite: 68º

### Competizioni europee
- Campionati europei

Offida 2011 - Cronometro Juniores: 24º
Offida 2011 - In linea Juniores: 26º